# SUNAO
SUNAO（スナオ、本名：櫻井 直（さくらい すなお）、1969年4月28日 - ）は、日本のミュージシャン、シンガー。東京都出身。血液型B型。牡牛座。 

## 人物像
- T.M.Revolutionの西川貴教を中心に結成されたバンド・abingdon boys schoolのギタリスト。柴崎浩と共に、ツインギターの1人として活動。
- 長身で長髪が似合う[独自研究?]。背格好がGLAYのTAKUROに似ており、駅のホームでTAKUROのファンから間違えられたことがある。
- T.M.RevolutionやKinKi Kidsなど、多くのアーティストのサポートやレコーディングに参加している。
- T.M.Revolutionのサポートに関しては1998年から2014年まで、および2021年から2025年現在まで参加しており、バンドマスターも兼任する。
- 1999年から2003年まで、S-RAVEという自身のバンドでもライブ活動を行っていた（バンドは後に解散）。
- 中学時代にはバレーボール部、高校時代には野球部でキャプテンを務めながらも、軽音楽部でバンド活動をするという3年間を送っていた（雑誌インタビューより[どれ?]）。
- 中学の3年間、先生に薦められ、生徒会長を務めていた（2009年1月22日の『ゴチャ・まぜっ!』より[出典無効]）。
- 1年ほど宅配ピザのアルバイト歴があり、宅配担当以外にピザを作っていた経験がある。また、その宅配アルバイトのときに、エッチ漫画のようなスケスケ下着の女性と遭遇した経験があると語っていた（2009年7月25日の『またまたゴチャ・まぜっ!』より[出典無効]）。
- abingdon boys schoolでトーク番組[どれ?]に出演した際、司会者から「セコ顔してる」と言われ、写真が出た時には「SUNAOさんこれふざけてるんですか？」といじられた。また、西川貴教からは「差し入れを1人でこっそり全部持って帰る」と暴露された。
- 2013年に、abingdon boys schoolのメンバーである岸利至、ピアニストの岩田彩と共にバンドユニット・PGPを結成。同時期に元Kangaroo Pocketsの堀尾淳、ami[誰?]と自身のバンド・fleufleuも結成し、共に活動中である。

## 使用機材
- ギター
  - PRS Single cut
  - PRS custom 24

## 出演

### ラジオ番組
- ゴチャ・まぜっ!木曜日（MBSラジオ、2008年4月10日 - 2009年4月2日[矛盾 ⇔ ゴチャ・まぜっ!水曜日 (2011年から2014年まで)]）
- またまたゴチャ・まぜっ!（MBSラジオ、2009年4月11日 - [矛盾 ⇔ ゴチャ・まぜっ!水曜日 (2011年から2014年まで)]）
- ゴチャ・まぜっ!水曜日（MBSラジオ）